# Тахан, Сесар
Сесар Тахан Хименес (исп. César Tajan Jiménez; род. 21 июня 1991, Картахена) — колумбийский футболист, нападающий клуба «Уругвай Монтевидео».

## Клубная карьера
Тахан начал карьеру в клубе «Онсе Кальдас». 24 февраля 2011 года в матче Кубка Колумбии против «Атлетико Насьональ» он дебютировал за основной состав. 10 марта в поединке национального кубка против «Рионегро Агилас» Сесар забил свой первый гол за «Онсе Кальдас». 5 февраля 2012 года в матче против «Депортиво Кали» он дебютировал в Кубке Мустанга.
Летом 2013 года в поисках игровой практики Тахан перешёл в «Реал Картахена» из своего родного города. 14 сентября в матче против «Вальедупар» он дебютировал в Примере B.
В 2014 году Сесар покинул Колумбию и перешёл в уругвайский «Альбион», в составе которого отыграл год. В начале 2015 года Тахан присоединился к «Сентраль Эспаньол». 14 марта в матче против «Торке» он дебютировал за новую команду. 7 апреля в поединке против столичного «Уракана» Сесар забил свой первый гол за «Сентраль Эспаньол».
В начале 2016 года Тахан перешёл в столичный «Ривер Плейт». 6 февраля в матче против «Феникса» он дебютировал в уругвайской Примере. 3 апреля в поединке против «Пеньяроля» Сесар забил свой первый гол за «Ривер Плейт». 8 апреля в матче Кубка Либертадорес против «Насьоналя» он забил гол. Летом 2017 года его контракт с «Ривер Плейтом» закончился и Тахан стал свободным агентом.
В начале 2018 года Сесар подписал контракт с «Фениксом».